# Everett McGill
Charles Everett McGill III (ur. 21 października 1945 w Miami Beach) – amerykański aktor filmowy, teatralny i telewizyjny. Najbardziej znany z głównej roli w Walce o ogień (1981) oraz realizacji Davida Lyncha – Diuna (1984), Miasteczko Twin Peaks (1990-1991) i Prosta historia (1999).

## Życiorys

### Wczesne lata
Urodził się w Miami Beach na Florydzie. Wychowywał się w Kansas City w Kansas, gdzie był liderem popularnego zespołu tanecznego Dell-Shays Rhythm & Blues Band i w 1963 ukończył Rosedale High School. Jako dzieciak miał tendencję do wpadania w kłopoty, zanim przyjął rolę w szkolnym przedstawieniu, co zmieniło jego życie. Studiował aktorstwo na Uniwersytecie Missouri, a następnie w londyńskiej Royal Academy of Dramatic Art.

### Kariera
Po przyjeździe do Nowego Jorku występował w licznych przedstawieniach off-Broadwayu, w tym w roli Izaaka w Ojcu (1971) i jako Sandy w Braciach (1972) w Theatre Four. W 1972 po raz pierwszy znalazł się na Broadwayu jako robotnik Riabcow w sztuce Maksima Gorkiego Wrogowie. Od 24 października 1974 do 2 października 1977 grał ponad 500 razy rolę młodego jeźdźca Nuggeta w spektaklu Petera Shaffera Equus u boku Petera Firtha i Anthony’ego Hopkinsa. Wystąpił także w głównych rolach na Broadwayu w Trylogii Teksasu (A Texas Trilogy, 1974) jako Dale Laverty i W końcu czyje to życie? (Whose Life Is It Anyway?, 1980) jako David Scott.
Stał się rozpoznawalny jako Chad Richards w operze mydlanej CBS Guiding Light (1975-1976), zanim zadebiutował na kinowym ekranie w epizodycznej roli białego amerykańskiego żołnierza w tańcu w dramacie wojennym Johna Schlesingera Jankesi (Yanks, 1979) z Richardem Gere’em. Następnie pojawił się jako Larry Longacre w komediodramacie Union City (1980) z Debbie Harry, po czym został obsadzony w roli głównej jako Naoh w prehistorycznym klasyku Jeana-Jacques’a Annauda Walce o ogień (1981). Po udziale w filmie fantastycznonaukowym Davida Lyncha Diuna (1984) jako Stilgar, zagrał sierżanta „Sire’a” De Koninga w dramacie wojennym Na polu chwały (Field of Honor, 1986), majora Malcolma A. Powersa w dramacie wojennym Clinta Eastwooda Wzgórze złamanych serc (1986) oraz szeryfa Dana Rileya w dreszczowcu Pocałunek Jezebel (Jezebel’s Kiss, 1990) u boku Malcolma McDowella. W dreszczowcu Montego Hellmana Wyspa śmierci (Iguana, 1988) zagrał główną rolę harpunnika Iguany Oberlusa o potwornie zdeformowanej twarzy, który ścigany w swoim kraju decyduje się wraz z załogą uciec na jedną z bezludnych wysp Galapagos. W szesnastym z serii filmów o Jamesie Bondzie Licencja na zabijanie (1989) w reż. Johna Glena z udziałem Timothy’ego Daltona wcielił się w postać Eda Killifera, podwójnego agenta DEA, który uwalnia Sancheza (Robert Davi) z aresztu.
Jako „Duży” Ed Hurley, Jr., sympatyczny właściciel lokalnej stacji benzynowej w Twin Peaks, w serialu ABC Miasteczko Twin Peaks (Twin Peaks: Fire Walk with Me, 1990-1991), stworzonym przez Marka Frosta i Davida Lyncha, zdobył nominację do Soap Opera Digest Award w kategorii najlepszy aktor drugoplanowy: Godziny największej oglądalności. W 2017 ponownie zagrał Eda Hurleya w serialu Twin Peaks i znalazł się na okładce „Entertainment Weekly”.
Pierwotnie J. Michael Straczynski zamierzał obsadzić McGilla w roli majora Ryana w odcinku Babilon 5 pt. „Severed Dreams” (1996). Jednak Straczynski nie znał jego pełnego imienia i nazwiska, więc kiedy poprosił o kontakt z McGillem w celu umówienia spotkania w sprawie obsadzenia go, jego asystent zapytał, czy ma na myśli Bruce’a, a Straczynski odpowiedział, że tak. Bruce McGill został zaproszony na spotkanie ze Straczynskim i dopiero po tym spotkaniu Straczynski zrozumiał swój błąd. Mimo to Straczynski zdecydował się wykorzystać Bruce’a do roli majora Ryana.
Bracia Coenowie nazwali głównego bohatera filmu Bracie, gdzie jesteś? (2000) – Ulysses Everett McGill, nawiązując w ten sposób do jego roli Noaha w Walce o ogień.

## Życie prywatne
McGill przeprowadził się do Arizony w 1997 roku gdzie mieszka z żoną Lindą McGill w osadzie Village of Oak Creek znajdującej się w północnej Arizonie, gdzie prowadzi domowe studio nagrań i zbiera ceramikę indiańską.

## Filmografia
| Filmy | Filmy                                                          | Filmy                               | Filmy                | Filmy |
| Rok   | Tytuł                                                          | Rola                                | Reżyser              |       |
| ----- | -------------------------------------------------------------- | ----------------------------------- | -------------------- | ----- |
| 1979  | Jankesi (Yanks)                                                | biały amerykański żołnierz w tańcu  | John Schlesinger     |       |
| 1980  | Więzień Brubaker (Brubaker)                                    | Eddie Caldwell                      | Stuart Rosenberg     |       |
| 1980  | Union City                                                     | Larry Longacre                      | Marcus Reichert      |       |
| 1980  | A Time for Miracles (TV)                                       | farmer                              | Michael O’Herlihy    |       |
| 1981  | Walka o ogień (La Guerre du feu)                               | Naoh                                | Jean-Jacques Annaud  |       |
| 1984  | Diuna (Dune)                                                   | Stilgar                             | David Lynch          |       |
| 1985  | Srebrna kula (Silver Bullet)                                   | wielebny Lowe                       | Daniel Attias        |       |
| 1986  | Wzgórze złamanych serc (Heartbreak Ridge)                      | major Malcolm A. Powers             | Clint Eastwood       |       |
| 1987  | Three on a Match (TV)                                          | szef                                | Donald P. Bellisario |       |
| 1988  | Wyspa śmierci (Iguana)                                         | Iguana Oberlus                      | Monte Hellman        |       |
| 1989  | Licencja na zabijanie (Licence to Kill)                        | Ed Killifer                         | John Glen            |       |
| 1990  | Pocałunek Jezebel (Jezebel’s Kiss)                             | szeryf Dan Riley                    | Harvey Keith         |       |
| 1991  | W mroku pod schodami (The People Under the Stairs)             | „Tatko"                             | Wes Craven           |       |
| 1992  | Twin Peaks: Ogniu krocz ze mną (Twin Peaks: Fire Walk with Me) | Duży Ed Hurley (scena usunięta)     | David Lynch          |       |
| 1995  | Liberator 2 (Under Siege 2: Dark Territory)                    | Marcus Penn                         | Geoff Murphy         |       |
| 1996  | Obywatele prezydenci (My Fellow Americans)                     | płk. Paul Tanner                    | Peter Segal          |       |
| 1998  | Wyspa Jekyll (Jekyll Island)                                   | Dalton Bradford                     | Ken DuPuis           |       |
| 1999  | Prosta historia (The Straight Story)                           | Tom, sprzedawca maszyn „John Deere” | David Lynch          |       |
| 2014  | Twin Peaks: The Missing Pieces                                 | Duży Ed Hurley                      | David Lynch          |       |

| Seriale TV | Seriale TV                                                   | Seriale TV                | Seriale TV                                   | Seriale TV |
| Rok        | Tytuł                                                        | Rola                      | Uwagi                                        |            |
| ---------- | ------------------------------------------------------------ | ------------------------- | -------------------------------------------- | ---------- |
| 1975-1976  | Guiding Light (The Guiding Light)                            | Chad Richards             |                                              |            |
| 1974       | Great Performances                                           | Riabcow                   | odc.: „Wrogowie” (Enemies)                   |            |
| 1988       | Rok w piekle (Tour of Duty)                                  | Katim / sierżant Carter   | odc.: „Paradise Lost”                        |            |
| 1990       | Wojny narkotykowe – Camarena (Drug Wars: The Camarena Story) | Bob Rawlings              | 3 odcinki                                    |            |
| 1990-1991  | Miasteczko Twin Peaks (Twin Peaks: Fire Walk with Me)        | Ed Hurley                 | 30 odcinków                                  |            |
| 1999       | JAG – Wojskowe Biuro Śledcze                                 | pułkownik Bradley Dunston | odc.: „Żona pułkownika” (The Colonel’s Wife) |            |
| 2017       | Twin Peaks                                                   | Duży Ed Hurley            | 2 odcinki                                    |            |